# 咸和 (東晋)
咸和（かんわ、かんま）は、東晋の成帝司馬衍の治世に行われた最初の元号。
326年 - 334年。

## 出来事
- 咸和元年
  - 2月27日：「咸和」と改元。
- 咸和2年
  - 11月：蘇峻の乱が起こる。
- 咸和4年
  - 2月22日：陶侃・郗鑒が蘇峻の乱を平定する。
  - 3月28日：庾亮が平西将軍となり外職に赴任する。
- 咸和5年
  - 6月28日：度田収租の制を施行し、畝ごとに米三升が課せられる。
  - 9月：建康の宮城を新築する。
- 咸和7年
  - 12月29日：宮城が完成する。
- 咸和9年
  - 6月13日：陶侃死去。
  - 6月29日：庾亮が都督江荊豫益梁雍六州諸軍事となり西府軍を領す。

## 西暦・干支との対照表
| 咸和 | 元年  | 2年   | 3年   | 4年   | 5年   | 6年   | 7年   | 8年   | 9年   |
| 西暦 | 326年 | 327年 | 328年 | 329年 | 330年 | 331年 | 332年 | 333年 | 334年 |
| 干支 | 丙戌  | 丁亥  | 戊子  | 己丑  | 庚寅  | 辛卯  | 壬辰  | 癸巳  | 甲午  |

## 他元号との対照表
| 咸和 | 元年   | 2年    | 3年          | 4年    | 5年    | 6年    | 7年    | 8年    | 9年    |
| 前趙 | 光初9  | 光初10 | 光初11       | 光初12 | -      | -      | -      | -      | -      |
| 後趙 | 太和1  | 太和2  | 太和3 建平元 | 建平2  | 建平3  | 建平4  | 延熙元 | 建武元 | 建武2  |
| 成漢 | 玉衡16 | 玉衡17 | 玉衡18       | 玉衡19 | 玉衡20 | 玉衡21 | 玉衡22 | 玉衡23 | 玉衡24 |
| 前涼 | 建興14 | 建興15 | 建興16       | 建興17 | 建興18 | 建興19 | 建興20 | 建興21 | 建興22 |